# Ricardo Fonseca Aguayo
Ricardo Fonseca Aguayo (Puerto Saavedra, 17 de enero de 1906-Santiago, 21 de julio de 1949) fue un profesor y político chileno.

## Biografía
Hijo de don Santiago Fonseca y Clorinda Aguayo. Contrajo matrimonio con Elena Pedraza, con quien tuvo tres hijos: Claudio Leonardo, Margarita y Eugenia.
Estudió en la Escuela Pública de Puerto Saavedra y en la Escuela Normal de Victoria, donde se tituló de profesor primario (1923). 
Se desempeñó como profesor en escuelas de Valdivia, Molina y Santiago (1924-1937). En 1938 fue a Estados Unidos, al Congreso Mundial de la Juventud, celebrado en Nueva York. Visitó Perú, Argentina y Uruguay. Colaboró y fue director del diario El Siglo (1940).

## Actividades políticas
En 1924 fue exonerado por el gobierno de Arturo Alessandri y reincorporado cuatro años más tarde, en la Escuela N.°63 de Santiago.
Militante del Partido Comunista de Chile desde 1929; fue secretario regional de Santiago (1933-1934); dirigente nacional del Comité Central del Partido; secretario general de las Juventudes Comunistas en 1936-1938. Representante del Partido en la Alianza Democrática de Chile celebrada en 1942; secretario nacional de Educación, Prensa y Propaganda (1945), y secretario general de la colectividad (1946).
En 1941 fue candidato al Congreso por el Partido Progresista Nacional, nombre que el Partido Comunista de Chile ocupó para postular, ya que en 1937 el Conservador del Registro Electoral había borrado al PCCh de la inscripción.
Fue elegido Diputado, representante de Arica, Iquique y Pisagua para el período 1941-1945, integrando la comisión de Educación. Entre las mociones que participó y que llegaron a ser ley de la República, está la Ley N.° 7.369, que Concede Gratificación al Personal que se Indica, dependiente del Ministerio de Educación Pública (Publicada en el Diario Oficial de 19 de octubre de 1942).
Reelecto Diputado, por la misma Agrupación Departamental, para el período 1945-1949; nuevamente electo por el Partido Progresista Nacional. Fue miembro de la comisión de Gobierno Interior, Relaciones Exteriores, la de Constitución, Legislación y Justicia y la de Educación Pública.
Fue fundador de la Internacional de Trabajadores de la Enseñanza, ITE. Dirigente nacional de las Asociaciones Generales de Profesores; de la Federación de Profesores; y de la Unión de Maestros. Socio del Centro Hijos de Tarapacá.